# Franciszek Chaliński
Franciszek Chaliński herbu Szeliga – podstarości i sędzia grodzki rypiński w latach 1775–1783, burgrabia zamku bobrownickiego w 1767 roku, konsyliarz konfederacji ziemi dobrzyńskiej konfederacji radomskiej w 1767 roku.